# Leonardo dos Santos Silva
Leonardo dos Santos Silva (São Gonçalo, 21 augustus 1976), beter bekend als kortweg Leonardo, is een Braziliaanse voormalig betaald voetballer.
Gedurende zijn carrière in Nederland speelde hij voor FC Groningen, Feyenoord, De Graafschap, ADO Den Haag, MVV, FC Dordrecht en FC Emmen. Daarbuiten speelde Leonardo voor de Braziliaanse clubs CR Flamengo, Nova Iguaçu en Veranópolis en de Colombiaanse club Deportes Quindío.
Bij Feyenoord stond hij bekend als Leonardo II, wegens de aanwezigheid van een gelijknamige speler in de toenmalige selectie. Leonardo maakte deel uit van de Feyenoord selectie tijdens het gewonnen toernooi om de UEFA Cup in 2002.
Na zijn spelersloopbaan bleef hij in Nederland.

## Clubstatistieken
| Seizoen   | Club             | Duels | Goals | Competitie                |
| --------- | ---------------- | ----- | ----- | ------------------------- |
| 1996      | CR Flamengo      |       |       | Campeonato Brasileiro     |
| 1997/98   | FC Groningen     | 27    | 0     | Eredivisie                |
| 1998/99   | FC Groningen     | 32    | 4     | Eerste divisie            |
| 1999/2000 | FC Groningen     | 29    | 1     | Eerste divisie            |
| 2000/01   | FC Groningen     | 30    | 2     | Eredivisie                |
| 2001/02   | Feyenoord        | 9     | 0     | Eredivisie                |
| 2002/03   | Feyenoord        | 1     | 0     | Eredivisie                |
| 2002/03   | De Graafschap    | 14    | 0     | Eredivisie                |
| 2003/04   | ADO Den Haag     | 23    | 0     | Eredivisie                |
| 2004/05   | MVV              | 14    | 2     | Eerste divisie            |
| 2006/07   | FC Dordrecht     | 10    | 0     | Eerste divisie            |
| 2007/08   | Deportes Quindío | -     | -     | Copa Mustang              |
| 2008      | Nova Iguaçu      | 12    | 0     | Campeonato Carioca 2e Div |
| 2009      | Veranópolis      | 1     | 0     | Gaucho 1 Div              |
| 2009/10   | FC Emmen         | 13    | 0     | Eerste divisie            |
| 2010/11   | FC Emmen         | 6     | 0     | Eerste divisie            |
| 2011/13   | BVCB             | -     | -     | Eerste Klasse Zaterdag    |

## Erelijst
- Winnaar UEFA Cup: 2002 (Feyenoord)

1999/2000 Promotie naar Eredivisie met FC Groningen